# Страм, Дейна
Дейна Страм (род. 13 декабря 1958 г. в г. Вашингтон (округ Колумбия), США) бас-гитарист хэви-металической группы Slaughter. До этого выступал в составе группы Vinnie Vincent Invasion, созданной бывшим гитаристом Kiss Винни Винсентом. Он рос в Сан-Фернандо, Южная Калифорния, свою карьеру начал в группе Badaxe, регулярно выступал в известном клубе Starwood, вместе с такими группами как Quiet Riot, Mötley Crüe и другими.
Он является другом Оззи Осборна, которого он познакомил с гитаристом Рэнди Роадсом. Также утверждают, что он способствовал приходу к Осборну гитариста Джейка И Ли и организовал участие в группе Kiss Винни Винсента и Марка Сент-Джона. Струм был продюсером альбома  1991 года No Rules группы Kik Tracee на студии BMG Music. В последнее время Дейна Страм играл вместе с Винс Нилом и записал с ним студийный альбом.

## Карьера
Родился в Вашингтоне (округ Колумбия) Струм переехал со своей семьей и вырос в Южной Калифорнии в долине Сан-Фернандо.
Он развил любовь к рок-музыке и начал играть на бас-гитаре в возрасте восьми лет. Он сформировал группу D. O. A. в возрасте 13 и в возрасте 17 лет выступал на LA club circuit с группой Badaxe, и записал альбом, альбом не оправдал ожиданий группы, поэтому они заменили своего вокалиста Бобби Годро вокалистом из другой известной группы на L A circuit. Боббиг, будучи гитаристом и автором песен, а также вокалистом, начал переписывать песни на ранее записанном альбоме Badaxe и добавил новые оригинальные песни.
Участники Badaxe Боббиг (ведущий вокал, клавиши и гитара), Дана Бренч (бас-гитара), Стив Уорд (перкуссия) и Дэвид Каррут (ведущая гитара) записали и выпустили сингл Cry For Me, написанный Боббигом и All You Can Stand в соавторстве с Боббигом и Дэвидом Каррутом в 1977 году.
Только несколько копий были сделаны и выпущены на частном лейбле (Progrezzive Records). Несмотря на это, сингл получил рекомендацию от журнала BillBoard и преуспел в том, чтобы заключить с Badaxe контракт на запись. В то время как группа записывала свой второй альбом в студии Dalton Studios в Санта-Монике, Калифорния, он стал неотъемлемой частью Лос-анджелесского клубного круга наряду с будущими хит-парад-топперами Van Halen, Quiet Riot, Mötley Crüe. Альбом был закончен, но из-за конфликтов внутри группы он так и не был выпущен.
До достижения мейнстрим-успеха с Slaughter в конце 1980-х годов Страм записывал альбомы с Родом Фальконером и Дэнни Спаносом. Именно Страм убедил гитариста Quiet Riot Рэнди Роудса пройти прослушивание в новую группу Оззи Осборнав 1979 году, а позже ему приписали место Джейка Э. Ли в группе Осборна после гибели Роудса в авиакатастрофе в 1982 году.
Известно также, что он организовал участие Марка Сент-Джона в Kiss. Дейна Страм продюсировал песню Kik Tracee 1991 года No Rules под лейблом BMG Music. Дейна Страм часто играет с Винсом Нилом и в 2009 году записал с ним новый студийный альбом.

## Дискография
С Vinnie Vincent Invasion
- 1986 — Vinnie Vincent Invasion
- 1988 — All Systems Go

С Slaughter
- 1990 — Stick It to Ya
- 1990 — Stick It Live (концертный)
- 1992 — The Wild Life
- 1995 — Fear No Evil
- 1995 — Mass Slaughter: The Best of Slaughter (сборник)
- 1997 — Revolution
- 1998 — Eternal Live (концертный)
- 1999 — Back to Reality
- 2011 — 10 Greatest Songs (сборник)

С Винс Нилом
- 2010 — Tattoos & Tequila